# Chiesa di Gesù Cristo (bickertonita)

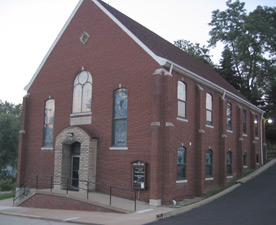
La cappella storica della Chiesa a Monongahela, Pennsylvania.

La Chiesa di Gesù Cristo è la terza confessione del mormonismo in ordine di grandezza. La sede principale della Chiesa si trova a Monongahela, in Pennsylvania, in un'area con una forte presenza di italo-americani. Raggiunge i 20 000 fedeli. È conosciuta anche come Chiesa bickertonita, in ragione del suo fondatore William Bickerton (1815-1905).

## Storia
La Chiesa bickertonita ritiene che il successore di Joseph Smith fosse Sidney Rigdon, che in precedenza era stato membro della Prima presidenza, e non Brigham Young come fece la maggior parte dei mormoni. Comunque, i seguaci di Sidney Rigton non rimasero uniti per molto, ma si disgregarono in diverse correnti. William Bickerton dichiarò l'esperienza della Chiesa di Rigdon conclusa e nel 1862 organizzò a Green Oak, Pennsylvania, la Chiesa di Gesù Cristo.

## Diffusione in Italia
Dalla metà degli anni quaranta del XX secolo è presente in Italia, oggi esistono tre congregazioni con alcune decine di fedeli. Tramite alcuni immigrati negli Stati Uniti d'America, ritornati in Italia, a partire dalla metà degli anni quaranta, la Chiesa di Gesù Cristo (bickertonita) è riuscita a stabilire piccole missioni e si è in seguito costituita come Associazione Religiosa senza fine di lucro. Gli esordi della Chiesa di Gesù Cristo (bickertonita) nel nostro paese sono legati al lavoro missionario di Dominic Todaro, che nel 1947 giunge a Villa San Giuseppe (Provincia di Reggio Calabria) , dove presto compie i primi sette battesimi (incluso quello della madre ottantaduenne). Nel 1949 i battezzati in Italia erano una cinquantina (oltre centocinquanta negli anni sessanta), e nello stesso anno Giuseppe Azzinaro veniva ordinato primo Anziano per l'Italia. 
Successivamente venivano nominati i confratelli Giuseppe Lo Ricco per la Chiesa di Gesù Cristo (bickertonita) di Villa San Giovanni ( Provincia di Reggio Calabria ) e Buccino (Provincia di Salerno) e i confratellI Giuseppe Buonofiglio e Salvatore Oliva per la Chiesa di Gesù Cristo (bickertonita) di San Demetrio Corone (Provincia di Cosenza). Dal 1997 il confratello Rosario Scravaglieri viene nominato primo anziano e presidente e rappresentante legale dell'Associazione Religiosa senza fine di lucro dell'Italia. 
Gli attuali anziani della Chiesa di Gesù Cristo (bickertonita) di San Demetrio Corone, (Provincia di Cosenza), sono i confratelli Pasquale Rose e Giovanni Marino, mentre, per la Chiesa di Gesù Cristo (bickertonita) di Cala Gonone (Provincia di Nuoro) l'attuale anziano è il confratello Aniello Romano. Attualmente sono presenti in Italia tre comunità: Cala Gonone (Provincia di Nuoro), San Demetrio Corone (Provincia di Cosenza), e Monza (Provincia di Monza e Brianza). In Cala Gonone e in San Demetrio Corone esistono due distinte Chiese , ove si riuniscono, nel corso della settimana e della domenica, tutti i fedeli sia per lo studio biblico, sia per la celebrazione della Cena del Signore durante il culto domenicale. Esistono anche diverse missioni in altre parti d'Italia.